# 50 & Counting
50 & Counting – trasa koncertowa zespołu The Rolling Stones z okazji pięćdziesięciolecia działalności artystycznej i promująca album kompilacyjny GRRR!. Została zainaugurowana oficjalnie koncertami w Londynie (25 i 29 listopada 2012 roku), które były poprzedzone nieoficjalnymi występami w Paryżu (25 i 29 października 2012 roku). W trakcie trasy z zespołem występowali też byli członkowie Stonesów: Bill Wyman i Mick Taylor.
Po zakończeniu trasy (3 grudnia 2013 roku) grupa ogłosiła nową trasę koncertową zapowiadaną jako 14 ON FIRE. The Rolling Stones wystąpią na terenach Azji, Australii i Nowej Zelandii.

## Koncerty
| Europa               |                   |                   |                                 |
| 25 października 2012 | Paryż             | Francja           | Le Trabendo                     |
| 29 października 2012 | Paryż             | Francja           | Théâtre Mogador                 |
| 25 listopada 2012    | Londyn            | Wielka Brytania   | The O2 Arena                    |
| 29 listopada 2012    | Londyn            | Wielka Brytania   | The O2 Arena                    |
| Ameryka Północna     |                   |                   |                                 |
| 8 grudnia 2012       | Nowy Jork         | Stany Zjednoczone | Barclays Center                 |
| 12 grudnia 2012      | Nowy Jork         | Stany Zjednoczone | Madison Square Garden           |
| 13 grudnia 2012      | Newark            | Stany Zjednoczone | Prudential Center               |
| 15 grudnia 2012      | Newark            | Stany Zjednoczone | Prudential Center               |
| 27 kwietnia 2013     | Los Angeles       | Stany Zjednoczone | Echoplex                        |
| 3 maja 2013          | Los Angeles       | Stany Zjednoczone | Staples Center                  |
| 5 maja 2013          | Oakland           | Stany Zjednoczone | Oracle Arena                    |
| 8 maja 2013          | San Jose          | Stany Zjednoczone | HP Pavilion                     |
| 11 maja 2013         | Las Vegas         | Stany Zjednoczone | MGM Grand Garden Arena          |
| 15 maja 2013         | Anaheim           | Stany Zjednoczone | Honda Center                    |
| 18 maja 2013         | Anaheim           | Stany Zjednoczone | Honda Center                    |
| 20 maja 2013         | Los Angeles       | Stany Zjednoczone | Staples Center                  |
| 25 maja 2013         | Toronto           | Kanada            | Air Canada Centre               |
| 28 maja 2013         | Chicago           | Stany Zjednoczone | United Center                   |
| 31 maja 2013         | Chicago           | Stany Zjednoczone | United Center                   |
| 3 czerwca 2013       | Chicago           | Stany Zjednoczone | United Center                   |
| 6 czerwca 2013       | Toronto           | Kanada            | Air Canada Centre               |
| 9 czerwca 2013       | Montreal          | Kanada            | Bell Centre                     |
| 12 czerwca 2013      | Boston            | Stany Zjednoczone | TD Garden                       |
| 14 czerwca 2013      | Boston            | Stany Zjednoczone | TD Garden                       |
| 18 czerwca 2013      | Filadelfia        | Stany Zjednoczone | Wells Fargo Center (Filadelfia) |
| 21 czerwca 2013      | Filadelfia        | Stany Zjednoczone | Wells Fargo Center (Filadelfia) |
| 24 czerwca 2013      | Waszyngton        | Stany Zjednoczone | Verizon Center                  |
| Europa               |                   |                   |                                 |
| 29 czerwca 2013      | Pilton (Somerset) | Wielka Brytania   | Worthy Farm                     |
| 6 lipca 2013         | Londyn            | Wielka Brytania   | Hyde Park                       |
| 13 lipca 2013        | Londyn            | Wielka Brytania   | Hyde Park                       |

1. ↑  Ten koncert był częścią 12-12-12: The Concert for Sandy Relief
2. ↑  Ten koncert był częścią Glastonbury Festival[8]

## Personel

### The Rolling Stones
- Mick Jagger - śpiew, gitara, harmonijka
- Keith Richards - gitara, wokal wspierający
- Ronnie Wood - gitara
- Charlie Watts - perkusja

### Dodatkowi muzycy
- Bill Wyman - gitara basowa (niektóre koncerty w 2012 roku)
- Mick Taylor - gitara (niektóre koncerty w 2012 roku i wszystkie w 2013)
- Darryl Jones - gitara basowa
- Lisa Fischer - wokal wspierający
- Bobby Keys - saksofon
- Bernard Fowler - wokal wspierający
- Tim Ries - saksofon, keyboard
- Chuck Leavell - keyboard, wokal wspierający, perkusja

## Goście specjalni
- Mary J. Blige (Londyn, 25 listopada 2012 i Nowy Jork, 8 grudnia 2012)
- Jeff Beck (Londyn, 25 listopada 2012)
- Eric Clapton (Londyn, 29 listopada 2012)
- Florence Welch (Londyn, 29 listopada 2012)
- Gary Clark, Jr. (Nowy Jork, 8 grudnia 2012; Newark, 15 grudnia 2013; Boston; 12 czerwca 2013)
- John Mayer (Newark, 13 i 15 grudnia 2012; Anaheim, 15 maja 2013)
- Lady Gaga (Newark, 15 grudnia 2012)
- Bruce Springsteen (Newark, 15 grudnia 2012)
- The Black Keys (Newark, 15 grudnia 2012)
- Gwen Stefani (Los Angeles, 3 maja 2013)
- Keith Urban (Los Angeles, 3 maja 2013)
- Tom Waits (Oakland, 5 maja 2013)
- Bonnie Rait (San Jose, 8 maja 2013)
- John Fogerty (San Jose, 8 maja 2013)
- Katy Perry (Las Vegas, 11 maja 2013)
- Dave Grohl (Anaheim, 18 maja 2013)
- Carrie Underwood (Toronto, 25 maja 2013)
- Taj Mahal (Chicago, 28 maja 2013)
- Sheryl Crow (Chicago, 31 maja 2013)
- Taylor Swift (Chicago, 3 czerwca 2013)
- Win Butler (Montreal, 9 czerwca 2013)
- Brad Paisley (Filadelfia, 18 czerwca 2013)
- Aaron Neaville (Filadelfia, 21 czerwca 2013)